# Théodore Aubanel

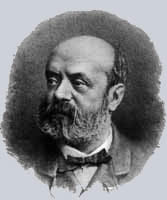
Théodore Aubanel

Théodore Aubanel (* 26. März 1829 in Avignon; † 2. November 1886 in Avignon) war ein französischer Dichter und Dramatiker provenzalischer Sprache. Er war Gründungsmitglied des Félibrige.

## Leben und Werk
Aubanel entstammte einer traditionsreichen Druckerfamilie in Avignon. Als Dichter in provenzalischer Sprache gehörte er zum Kreis um Joseph Roumanille und Frédéric Mistral, der sich am 21. Mai 1854 als Félibrige konstituierte.
Wegen der Sinnlichkeit seiner Liebesgedichte kam Aubanel 1860 mit dem konservativen katholischen Milieu seiner kirchennahen Familie (im ehemals päpstlichen Avignon) ein erstes Mal in Konflikt, hielt sich Jahrzehnte lang als „gefesselter Dichter“ zurück und starb – nach neuerlicher Publikation (1885) und neuerlicher Verurteilung durch die Kirchenkreise – mit 57 Jahren an einem Schlaganfall.
Aubanel gilt (nach Mistral) als der größte Lyriker der neuprovenzalischen Sprache. Bedeutend ist daneben sein Drama Lou Pan dóu Pecat (Das Brot der Sünde) von 1882.

## Werke (Auswahl)
- La Miougrano entreduberto – La Grenade entr'ouverte, Avignon 1860, 1912, 1921; 28. Auflage 1944 (Vorwort von Frédéric Mistral); deutsch von Franziska Steinitz: Der halbgeöffnete Granat-Apfel. Das Buch der Liebe, Leipzig 1910
- Li Fiho d'Avignoun, Montpellier 1885, Paris 1891, Avignon 1915 (zweisprachig)
- Le Soleil d'outre-tombe. Recueil de poésies inédites, hrsg. von Ludovic Legré, Marseille 1899
- Oeuvres choisies, hrsg. von Claude Liprandi, Avignon 1952, 3. Aufl. 1976
- Œuvres complètes, 5 Bde., Avignon 1960–1985